# Erik Eriksson (Gyllenstierna) den yngre
Erik Eriksson (Gyllenstierna) den yngre, död 19 juli 1502, var en svensk riddare, riksråd och hövitsman.

## Biografi
Erik Eriksson (Gyllenstierna var son till riksrådet Erik Eriksson (Gyllenstierna) och Kristina Karlsdotter (Bonde). Han var 1489 riksråd och var 1490 hövitsman på Nyköpings slott. Erik Eriksson var från 11 augusti 1490 till 17 augusti 1491 slottsfogde på Stockholms slott och var från 11 februari 1493 till 1498 hövitsman på Stegeholms slott. Han deltog 21 augusti 1495 i Kalmar möte och 13 mars 1497 i stilleståndsförhandlingarna mellan svenska riksrådet och Sten Sture. Erik Eriksson hyllade 1497 kung Hans och blev 29 november 1497 riddare vid kung Hans kröning. Han var 1499 hövitsman på Älvsborgs slott och anslät sig i september 1501 till upproret mot kung Hans. Erik Eriksson var i januari 1502 lagman i Västergötlands lagsaga och gav 18 juli 1502 Älvsborgs slott till prins Christian av Danmark
Erik Eriksson dog en våldsam död då han, som hövitsman på Älvsborg med en besättning på 140 man, varav hälften senare övergick i dansk tjänst, kapitulerade till prins Kristian av Danmarks trupper trots att svenska förstärkningar var i antågande. När Eriksson, tillsammans med de lojala delarna av sin garnisonsstyrka, den 18 juli 1502  mötte upp med Åke Hanssons undsättningsstyrka i närbelägna Lerum blev han angripen och dödad av grupp uppretade västgötabönder. Han begravdes med sin fru Anna Karlsdotter på Skara Domkyrka, Västra Götaland. 

### Egendom
Erik Eriksson ägde Fågelvik i Tryserums socken och Vinstorp i Dalums socken. Han fick 1485 Gäsene härad och Ås härad i förläning.

### Familj
Erik Eriksson gifte sig före 11 mars 1493 med Anna Karlsdotter (Vinstorpaätten), dotter till riksrådet Karl Bengtsson (Vinstorpaätt) och Karin Lagesdotter (Sparre). Anna Karlsdotter var änka efter riksrådet och hövitsmannen Erik Karlsson (Vasa). Erik Eriksson och Anna Karlsdotter fick tillsammans barnen Magdalena Eriksdotter som var gift med riksrådet Ture Arvidsson Trolle, riddare och riksrådet Karl Eriksson (-1541), riddare och riksrådet Göran Eriksson (-1576), Cales Eriksson, Kerstin Eriksdotter som var gift med riksrådet Knut Bengtsson (Sparre af Rossvik) och väpnaren och riksrådet Lars Turesson (Tre Rosor), Erlin Eriksdotter och Carin Eriksdotter som var gift med riddaren och riksrådet Erik Trolle.